# Curtis Edwards
Curtis Garry Edwards (Middlesbrough, 12 gennaio 1994) è un calciatore inglese, centrocampista del Notts County.

## Carriera
Edwards ha fatto parte dell'academy del Middlesbrough sin dall'età di 11 anni, ma non è mai arrivato alla prima squadra.
Dopo una prima breve parentesi al Darlington, ne ha avuta un'altra allo Spennymoor Town rivelatasi anch'essa di breve durata. A intervallare queste due esperienze c'era stato un ritorno al Thornaby F.C., dove il padre Paul ricopriva il ruolo di assistente allenatore. Nell'aprile 2014, all'ultimo giorno di mercato, è tornato a vestire i colori del Thornaby, rimanendovi anche per la stagione 2014-2015.
Nel luglio 2015 si è trasferito a Ytterhogdal, un piccolo centro abitato della Svezia centrale, per giocare nella locale squadra in Division 3, la quinta serie nazionale. Al termine di questo periodo, complice il fatto che in Svezia non si gioca d'inverno, Edwards è rientrato al Thornaby, per poi volare nuovamente in Scandinavia per iniziare la stagione 2016 sempre all'Ytterhogdal.
Il suo allenatore inglese all'Ytterhogdal era Brian Wake, inglese come lui nonché originario anch'egli dell'area del Teesside. È stato proprio Wake a introdurre Edwards a Graham Potter, altro connazionale, tecnico dell'Östersund che durante la pausa estiva aveva una rosa corta ed era in cerca di giocatori per disputare un'amichevole.
In quell'occasione, Edwards ha convinto l'allenatore e ha ottenuto un contratto. L'Östersund, che stava vivendo la prima stagione della sua storia in Allsvenskan, qualche mese più tardi ha vinto la Coppa di Svezia 2016-2017 e successivamente in Europa League ha vissuto la cavalcata fino ai sedicesimi di finale contro l'Arsenal. Ha vestito la maglia rossonera per tre anni complessivi, giocando prevalentemente titolare fino alla sua cessione avvenuta a metà stagione nel corso dell'Allsvenskan 2019.
Il 31 luglio 2019, infatti, gli stoccolmesi del Djurgården hanno comunicato l'acquisto di Edwards con un contratto di tre anni e mezzo, fino al termine della stagione 2022. Nel corso della rimanente metà campionato, durante la quale Edwards ha giocato 12 partite, la squadra ha conquistato il titolo nazionale. Nell'Allsvenskan 2020 il centrocampista inglese è stato utilizzato in 25 occasioni, mentre nel campionato seguente le presenze sono state solo 7, tanto da ottenere la risoluzione contrattuale prima dell'inizio della stagione 2022.
Il 13 febbraio 2022 si è accordato coi norvegesi dello Stabæk, a cui si è legato con un accordo biennale.
Il 1º febbraio 2024 ha fatto ritorno in Inghilterra, firmando un contratto valido fino al termine della stagione con il Woking.

## Palmarès

### Club

#### Competizioni nazionali
- Campionato svedese: 1

Djurgården: 2019
- Coppa di Svezia: 1

Östersund: 2016-2017